# Ramble On
«Ramble On» — песня британской рок-группы Led Zeppelin с их альбома Led Zeppelin II 1969 года. Она была написана тандемом Джимми Пейджа и Роберта Планта, запись песни проходила на студии Juggy Sound Studio в Нью-Йорке в 1969 году, во время второго турне группы по Северной Америке. В 2010 году песня заняла 440 позицию в списке «500 величайших песен всех времён» по версии журнала Rolling Stone.

## Композиция и запись
Лирика песни была вдохновлена романом Джона Толкина — «Властелин Колец». Пейдж позже объяснил, что для достижения гладкого, продолжительного звучания своей гитары, похожего на скрипку, во время соло, он использовал звукосниматель у грифа на своём Les Paul, звук с которого был пропущен через фильтр нижних частот и компрессор, который собрал для него звукоинженер Роджер Майер.

## Концертные выступления
Группа никогда не исполняла песню «Ramble On» до 2007 года. Дебютное выступление песни состоялось 10 декабря 2007 года во время концерта памяти Ахмета Эртегюна на Арене O2 в Лондоне; Пейдж закончил это выступление коротким отрывком бриджа из песни «What Is and What Should Never Be».
В июне 2008 года Джимми Пейдж и Джон Пол Джонс совместно с группой Foo Fighters исполнили песню на стадионе Уэмбли; Дэйв Грол и Тейлор Хокинс исполнили партии вокала и барабана, соответственно. Пейдж и Джонс также исполнили песню «Rock and Roll» с группой, в этот раз Грол играл на барабанах, Хокинс пел.

## Рецензии
В ретроспективном обзоре на альбом Led Zeppelin II (Deluxe Edition), Майкл Мэдден из музыкального издания Consequence of Sound похвалил переизданную версию «Ramble On», полагая, что теперь она стала звучать более «мягко и сбалансировано». Мэдден позже заявил, что трек «gets a boost благодаря John Paul Jones' garter snake bass playing». Обращаясь к бонусным трекам на делюкс издании альбома, Мэдден назвал «черновой микс» песни «Ramble On» лучшим возможным бонусным треком, добавив, что бренчание Пейджа на акустической гитаре «особенно driving».

## Чарты

### Сингл (цифровая версия)
| Чарт (2007)                                  | Лучшая позиция |
| -------------------------------------------- | -------------- |
| Canadian Billboard Hot Digital Singles Chart | 66             |